# МСВЛР Тамнава
МСВЛР Тамнава је српски модуларни самоходни вишецевни лансер ракета. Производ је државне компаније Југоимпорт СДПР.

## Опис
Тамнава је конципирана као модуларни систем. Репрезент модуларности је могућност коришћења лансирних контејнера наоружаним ракетама калибра 122 (система "Град") 262 mm (Јерина 2). Тамнава је потпуно аутоматизована, опремљена са ГПС и ИНС навођењем. Може да делује потпуно аутономно са могућношћу извођења програмиране борбене мисије. Основна опција подразумева коришћење лансирних контејнера за једнократну употребу. Тамнава има могућност прихвата два резервна лансирна контејнера 122 мм. Пуњење и пражњење лансирног система врши се дизалицом монтираној на платформи. Постоји опција коришћења лансирних цеви и за вишекратну употребу.
Тамнава 262/122 mm састоји се од следећих подсистема:
- Возило
- Лансирна надоградња
- Лансирни модули
- Дизалица за пуњење
- Аутоматика и погони
- СУВ[1]

## Карактеристике
- Шасија: Камаз 6560 8x8 са оклопљеном кабином
- Дужина: 10,36 m
- Ширина: 2,85 m
- Висина: 3,57 m
- Тежина: до 38.000 kg
- Самозаштита: митраљез 12,7 mm
- Калибри: 122 mm, 262 mm
- Домет: 70 km (262 mm) и 40 km (122 mm)
- Лансирни уређај: Лансирни модули за једнократну употребу
- Број лансирних модула: 4 лансирна модула за 122 mm или 2 лансирна модула за 122 mm + 2 лансирна модула за 262 mm
- Број цеви у лансирном модулу: 6 (262 mm), 24 (122 mm)
- Температурни опсег употребе: -30 °C до +50 °C
- Поље дејства по висини: 0° - 60°
- Поље дејства по правцу: ±110°
- Покретање лансера по правцу и елевацији: Аутоматско, полуаутоматско или ручно
- Отклањање утицаја косине терена: аутоматски, посредством специјалној уређаја
- Окидач: електронски
- Паљба: Рафална са размацима 0,8 до 4 s, јединачна, из заклона (25 m од возила)
- Пуњење лансера: Дизалицом
- Време припреме оруђа за дејство: 90 с
- Време напуштања ватреног положаја: 90 s[2]

## Корисници
- Србија - На Међународном сајму наоружања и војне опреме Партнер 2021, најављено скоро увођење у Војску Србије.[3]
- Кипар - Продат (?) или се планира продаја непознатог броја система.[4]